# Kunstjahr 1889
Liste der Kunstjahre

1888 | Kunstjahr 1889 | 1893

Weitere Ereignisse
Dieser Artikel behandelt das Kunstjahr 1889.

## Ereignisse

### Architektur

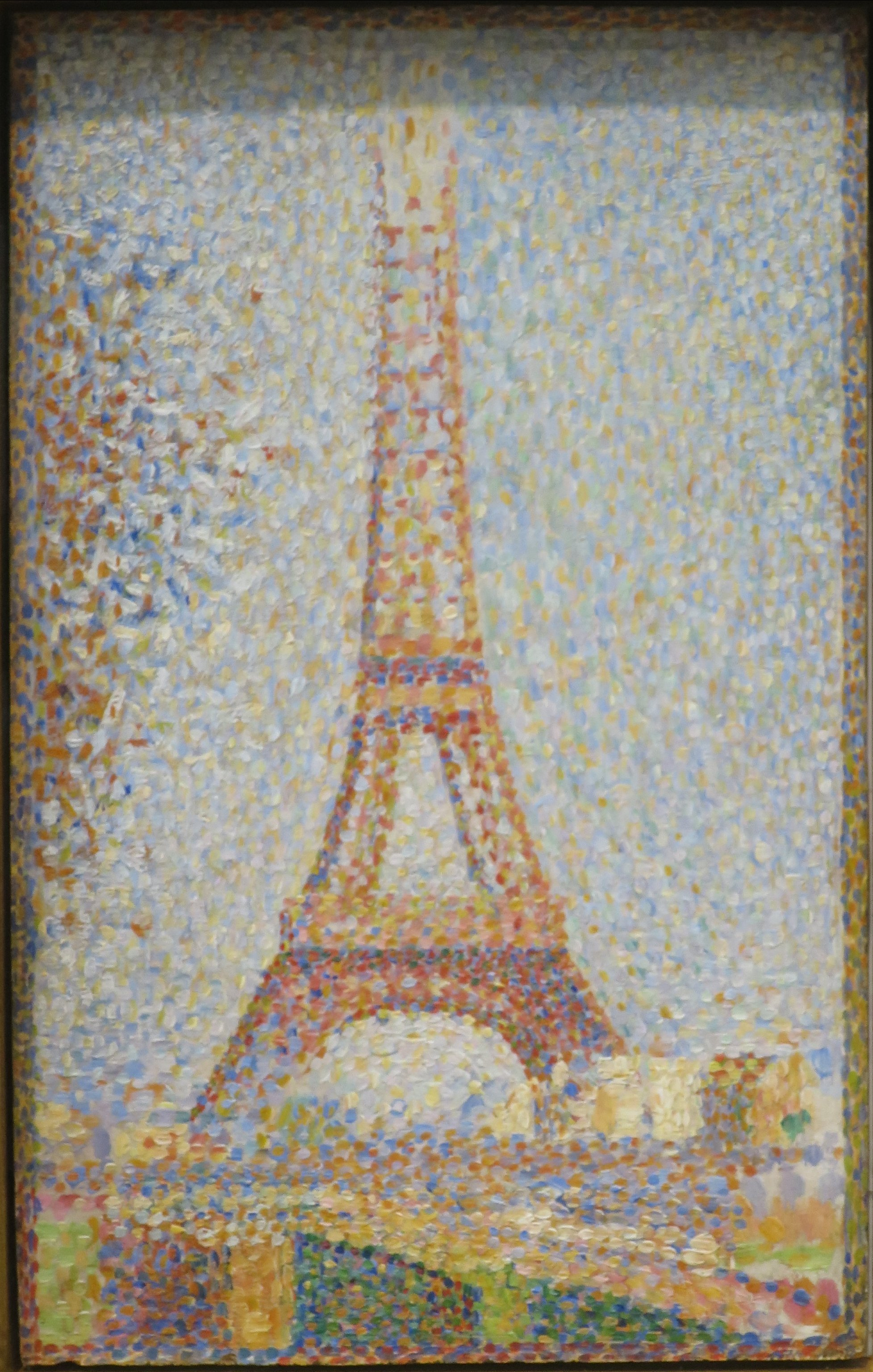
Georges Seurat: Eiffelturm, Öl auf Leinwand, 1889

- 31. März: In Paris, Frankreich, wird der anlässlich des hundertjährigen Jubiläums der Französischen Revolution errichtete Eiffelturm rechtzeitig zur Weltausstellung fertiggestellt und wenig später für das Publikum freigegeben. Die Pariser Bevölkerung empfindet das von Gustave Eiffel und Charles Léon Stephen Sauvestre entworfene zu diesem Zeitpunkt höchste Bauwerk der Welt als einen Schandfleck und sammelt Unterschriften für seine Entfernung.
- 10. August: In Wien wird als eines der Ringstraßen-Bauwerke das Naturhistorische Museum eröffnet. Es wurde in 18-jähriger Bauzeit nach den Entwürfen von Gottfried Semper und Karl von Hasenauer im Stil des Historismus errichtet.
- In Turin wird die Mole Antonelliana, das höchste Gebäude Italiens, fertiggestellt.

### Malerei
- Januar: Vincent van Gogh malt in Arles drei weitere Gemälde der Serie Sonnenblumen, die er im Vorjahr begonnen hat.

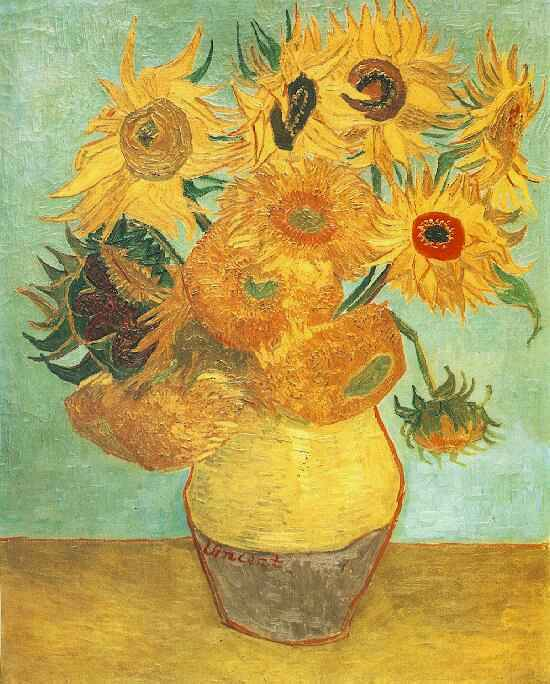
Zwölf Sonnenblumen
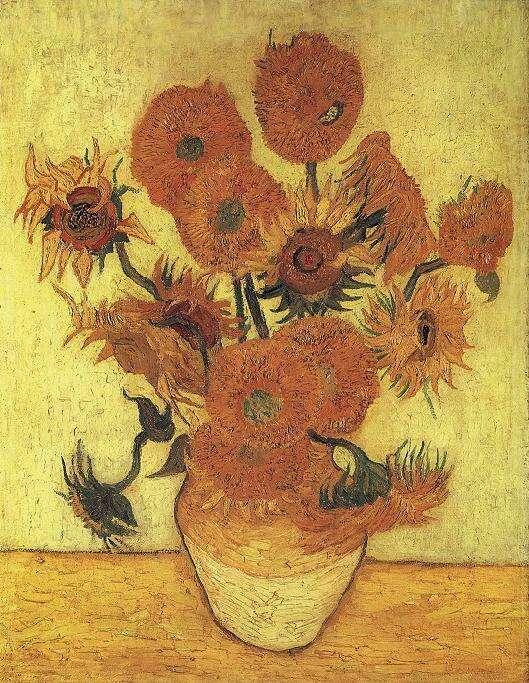
Fünfzehn Sonnenblumen
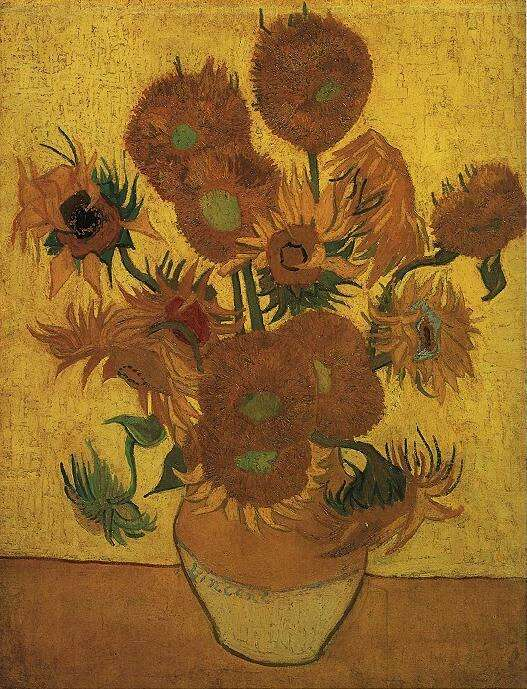
Fünfzehn Sonnenblumen

- Vincent van Gogh malt weitere Versionen seines Schlafzimmers im „Gelben Haus“ in Arles.

Vincents Schlafzimmer in Arles
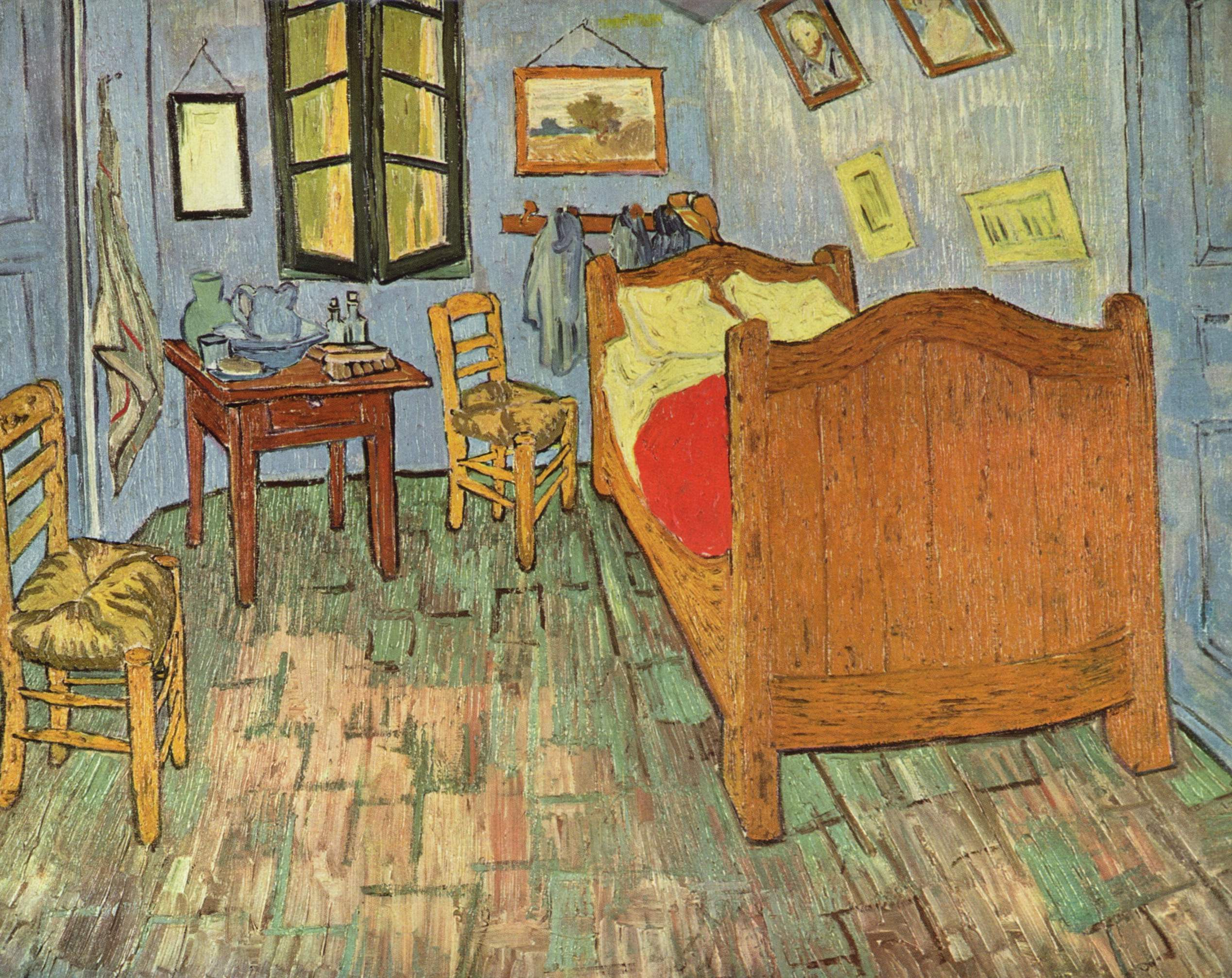
Van Goghs Schlafzimmer
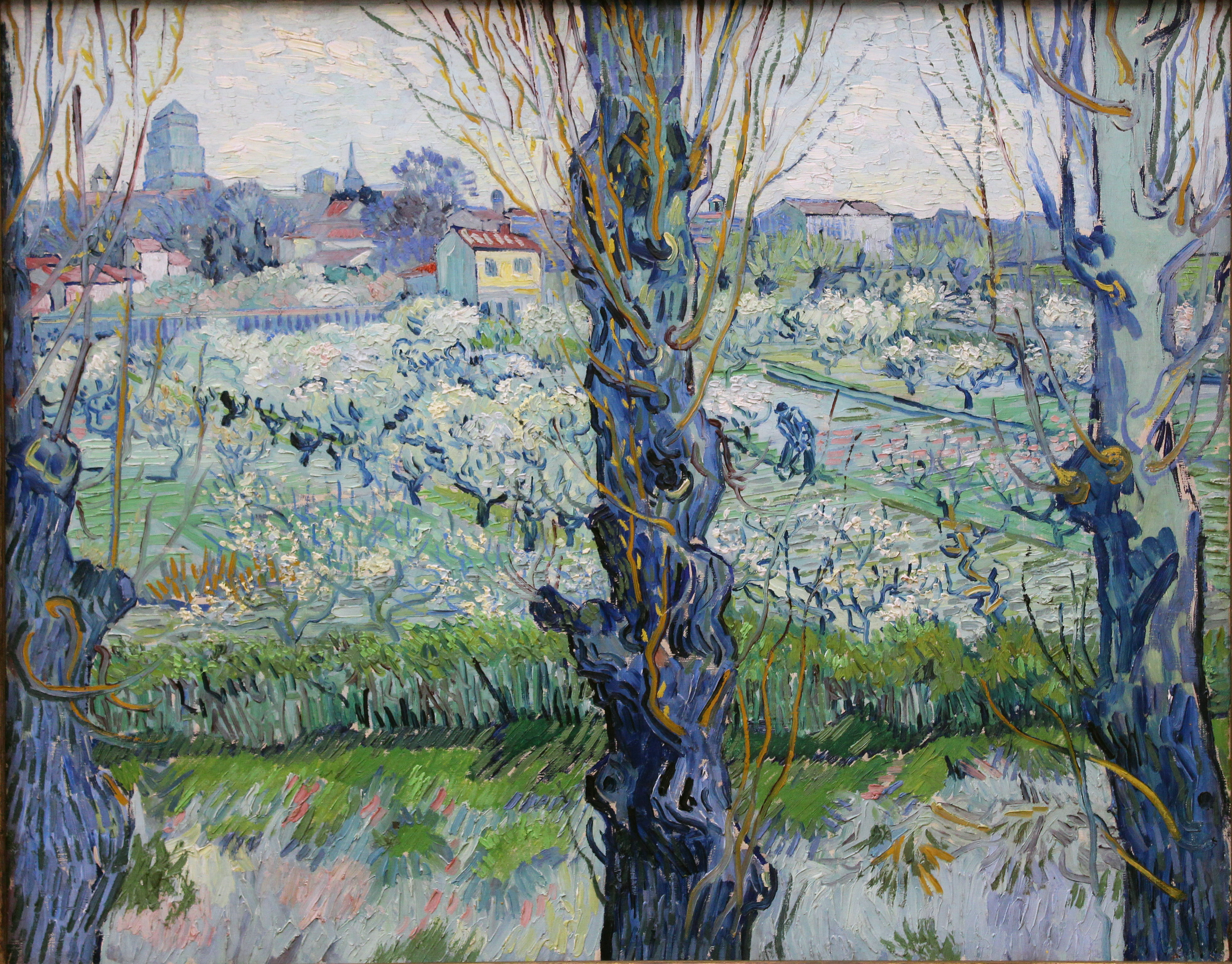
Van Gogh: Blick über Arles

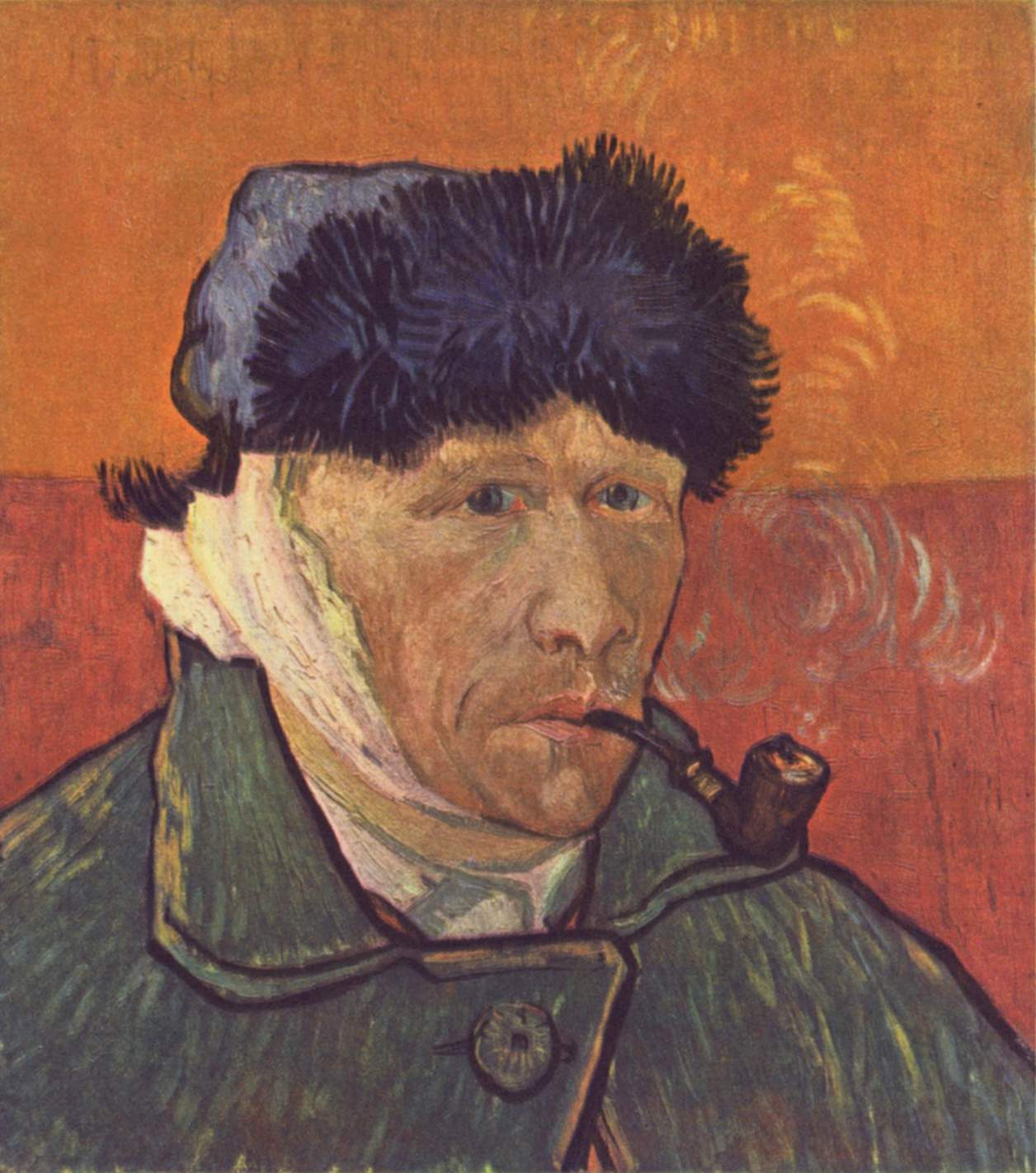
Selbstporträt mit verbundenem Ohr und Pfeife

Van Gogh: Sternennacht

- 8. Mai: Van Gogh übersiedelt von Arles in die nahegelegene Nervenheilanstalt Saint-Paul-de-Mausole in Saint-Rémy-de-Provence, wo er Malerei als Therapie praktiziert.
- Juni: Vincent van Gogh malt in Saint-Rémy-de-Provence in Südfrankreich in Öl auf Leinwand das Bild Sternennacht. Im Anschluss fertigt er auch eine Zeichnung mit demselben Namen.
- Sommer: Van Gogh erleidet einen Anfall, im Zuge dessen er versucht, giftige Farbe zu schlucken. Im Anschluss entstehen mehrere Selbstporträts. Außerdem setzt er eine Reihe von Gemälden, die er als Schwarzweiß-Reproduktionen besitzt – vor allem von Delacroix und Millet – in farbige Gemälde um.
- September: Vincents Bruder Theo van Gogh gelingt es erstmals, Werke seines Bruders in einer namhaften Ausstellung avantgardistischer Kunst unterzubringen. Die Reaktionen sind großteils anerkennend.

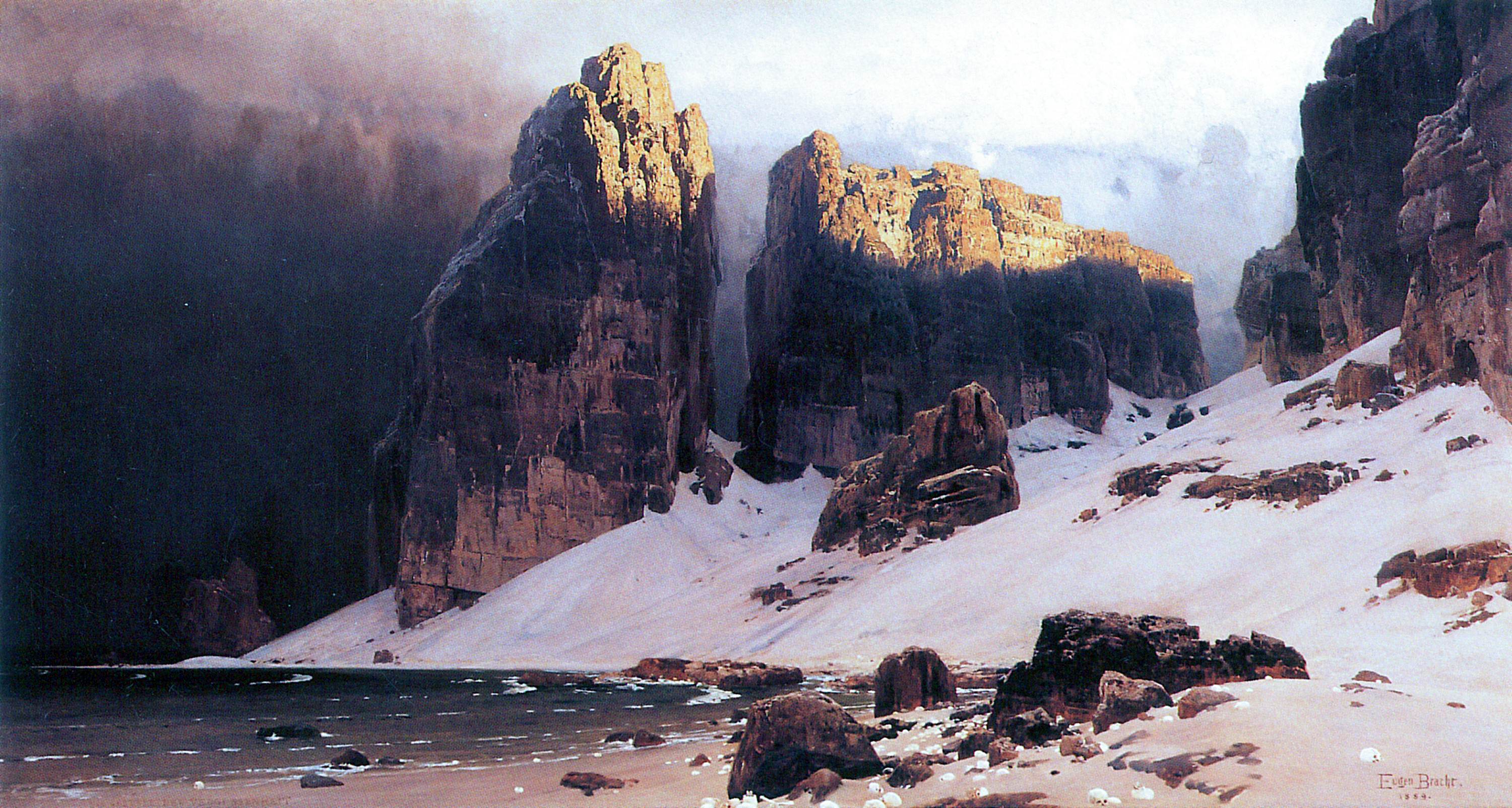
Eugen Bracht: Das Gestade der Vergessenheit

- Eugen Bracht sendet die Urversion von Gestade der Vergessenheit, eines der bekanntesten Werke des Symbolismus, an die Kunsthalle Darmstadt.

### Weiteres
- In Worpswede wird die Künstlerkolonie gegründet.

## Geboren
- 06. Januar: José Prida y Solares, spanisch-chilenischer Maler († 1984)
- 19. Januar: Sophie Taeuber-Arp, Schweizer Künstlerin, Malerin und Bildhauerin († 1943)
- 20. Januar: Lois Welzenbacher, österreichischer Architekt († 1955)
- 21. Januar: Hermann Glöckner, deutscher Maler († 1987)
- 22. Januar: Willi Baumeister, deutscher Maler († 1955)

- 13. Februar: Georg Schrimpf, deutscher Maler († 1938)
- 18. Februar: Gerhard Marcks, deutscher Bildhauer († 1981)

- 07. April: Peter August Böckstiegel, deutscher Maler († 1951)
- 15. April: Galka Scheyer, deutsch-US-amerikanische Malerin, Kunsthändlerin und Kunstsammlerin († 1945)
- 20. April: Walter Hahn, deutscher Fotograf († 1969)

- 04. Mai: Richard Seewald, deutscher Maler und Schriftsteller († 1976)
- 06. Mai: Stanley Morison, englischer Typograf († 1967)
- 24. Mai: Ludwig Thormaehlen, deutscher Bildhauer und Kunsthistoriker († 1956)
- 13. Juni: Gao Qifeng, chinesischer Maler († 1933)

- 15. Juni: Josef Haubrich, deutscher Kunstsammler und Mäzen († 1961)
- 18. Juni: Laureano Guevara, chilenischer Maler († 1968)

- 01. Juli: Wera Ignatjewna Muchina, russische Bildhauerin († 1953)
- 05. Juli: Jean Cocteau, französischer Schriftsteller, Regisseur, Choreograph, Maler († 1963)
- 07. Juli: Martin Punitzer, deutscher Architekt († 1949)
- 25. Juli: Wilhelm Riphahn, deutscher Architekt († 1963)
- 30. Juli: Frans Masereel, belgischer Maler und Graphiker († 1972)

- 10. Oktober: Han van Meegeren, niederländischer Maler und Kunstfälscher († 1947)
- 24. Oktober: Clovis Trouille, französischer Maler († 1975)

- 01. November: Hannah Höch, deutsche Collagekünstlerin des Dadaismus († 1978)
- 03. November: Heinrich Campendonk, deutscher Maler und Grafiker († 1957)
- 18. November: Hannes Meyer, Schweizer Architekt und Urbanist († 1954)

- 27. Dezember: Lino Salini, Frankfurter Maler, Zeichner und Karikaturist († 1944)

## Gestorben
- 08. März: Anton Romako, österreichischer Maler (* 1832)
- 16. März: Ernst Wilhelm Leberecht Tempel, deutscher Astronom und Lithograf (* 1821)
- 31. Juli: Hugo von Ritgen, deutscher Architekt (* 1811)
- 06. Oktober: Jules Dupré, französischer Landschaftsmaler (* 1811)
- 27. Dezember: Eduard Bendemann, deutscher Maler (* 1811)